# Дејковец
Дејковец (мкд. Дејковец) је насеље у Северној Македонији, у северном делу државе. Дејковец припада општини Зелениково, која окупља југоисточна предграђа Града Скопља.

## Географија
Дејковец је смештен у северном делу Северне Македоније. Од најближег већег града, Скопља, насеље је удаљено 45 km југоисточно.
Насеље Дејковец је у оквиру историјске области Торбешија, која се пружа јужно од Скопског поља. Насеље је смештено у долини Кадине реке, притоке Вардара. Јужно од насеља издиже се планина Голешница. Надморска висина насеља је приближно 580 метара.
Месна клима је континентална.

## Становништво
Дејковец је према последњем попису из 2002. године имао 84 становника.
Претежно становништво у насељу су Албанци (100%).
Већинска вероисповест је ислам.